# Condado de Thurston (Nebraska)
El condado de Thurston (en inglés: Thurston County), fundado en 1865 y con su nombre en honor al senador John M. Thurston, es un condado del estado estadounidense de Nebraska. En el año 2000 tenía una población de 7.171 habitantes con una densidad de población de 7 personas por km². La sede del condado es Pender.

## Geografía
Según la oficina del censo el condado tiene una superficie total de 1026 km² (396,1 mi²), de los que 1020 km² (393,8 mi²) son tierra y 6 km² (2,3 mi²) (0,58%) son agua.

## Condados adyacentes
- Condado de Dakota - norte
- Condado de Woodbury - noreste
- Condado de Monona - este
- Condado de Burt - sureste
- Condado de Cuming - suroeste
- Condado de Wayne - oeste
- Condado de Dixon - noroeste

## Demografía
Según el 2000 la renta per cápita media de los habitantes del condado era de 28.170 dólares y el ingreso medio de una familia era de 30.893 dólares. En el año 2000 los hombres tenían unos ingresos anuales 24.792 dólares frente a los 20.481 dólares que percibían las mujeres. El ingreso por habitante era de 10.951 dólares y alrededor de un 25.60% de la población estaba bajo el umbral de pobreza nacional.

## Ciudades y pueblos
- Emerson (de modo parcial)
- Macy
- Pender
- Rosalie
- Thurston
- Walthill
- Winnebago